# Binomska porazdelitev
Binomska porazdelitev je diskretna verjetnostna porazdelitev n uspešnih izidov zaporednih neodvisnih poskusov, kjer sta možna samo dva izida da in ne. Takšno vrsto neodvisnih poskusov imenujemo Bernoullijevi poskusi, sam postopek pa Bernoullijev postopek. Binomsko porazdelitev določata dva parametra: 
- število poskusov (v poskusu se lahko zgodi dogodek da (uspešni dogodek) ali njemu nasprotni dogodek ne)
- verjetnost p, da se v poskusu zgodi dogodek da

Verjetnost, da se v zaporedju n-tih poskusov zgodi dogodek da, k-krat, izračunamo po obrazcu {\displaystyle \textstyle {n \choose k}\,p^{k}(1-p)^{n-k}}.
Binomske porazdelitve ne smemo zamenjati z bimodalno porazdelitvijo.

## Lastnosti

### Funkcija verjetnosti
Verjetnost, da je bilo pri n izvedenih poskusih k uspešnih in če je verjetnost za uspešnost posameznega poskusa enaka p, lahko zapišemo funkcijo verjetnosti f(k, n, p) kot
{\displaystyle \Pr(K=k)=f(k;n,p)={n \choose k}p^{k}(1-p)^{n-k}}
kjer je 
- {\displaystyle {n \choose k}={\frac {n!}{k!(n-k)!}}} binomski koeficient
- {\displaystyle \Pr(K=k)} verjetnost, da slučajna spremenljivka zavzame vrednost k

### Zbirna funkcija verjetnosti
Zbirno funkcijo verjetnosti lahko zapišemo kot 
{\displaystyle F(x;n,p)=\Pr(X\leq x)=\sum _{i=0}^{\lfloor x\rfloor }{n \choose i}p^{i}(1-p)^{n-i}}
Če vpeljemo nepopolno funkcijo beta
{\displaystyle \mathrm {B} (x;\,a,b)=\int _{0}^{x}t^{a-1}\,(1-t)^{b-1}\,dt.\!}
in pripadajočo regulirano nepopolno beta funkcijo
{\displaystyle I_{x}(a,b)={\dfrac {\mathrm {B} (x;\,a,b)}{\mathrm {B} (a,b)}}.\!}
potem lahko zbirno funkcijo verjetnosti zapišemo kot 
{\displaystyle {\begin{aligned}F(k;n,p)&=\Pr(X\leq k)=I_{1-p}(n-k,k+1)\\&=(n-k){n \choose k}\int _{0}^{1-p}t^{n-k-1}(1-t)^{k}\,dt.\end{aligned}}}

### Pričakovana vrednost
Pričakovana vrednost je enaka np.

### Varianca
Varianca je enaka np(1 − p).

### Koeficient simetrije
Koeficient simetrije je enak {\displaystyle {\frac {1-2p}{\sqrt {np(1-p)}}}}.

### Mediana
Mediana je enaka ⌊np⌋ ali ⌈np⌉.

### Sploščenost
Sploščenost je enaka {\displaystyle {\frac {1-6p(1-p)}{np(1-p)}}}.

## Povezava z Bernoullijevo porazdelitvijo
Kadar je n = 1 dobimo Bernoullijevo porazdelitev.